# Вилар (Кадавал)
Вилар (порт. Vilar) — населённый пункт и район в Португалии, входит в округ Лиссабон. Является составной частью муниципалитета Кадавал. По старому административному делению входил в провинцию Эштремадура. Входит в экономико-статистический субрегион Оэште, который входит в Центральный регион. Население составляет 1688 человек на 2001 год. Занимает площадь 16,85 км².
Покровителем района считается Дева Мария (порт. Nossa Senhora do Ó).